# Hagström F
Hagström F är en serie elgitarrer av märket Hagström tillverkade på licens av det kanadensiska företaget American Music & Sound. Serien är en efterföljare till de svensktillverkade gitarrerna Hagström II och Hagström III.
| Hagström F |                                     |                                                      |                                     |                                                  |                                                                                    |
|            | F-20                                | F-200                                                | F-200P                              | F-300                                            | F-301                                                                              |
| Period     | 2006-2007                           | 2006-                                                | 2006-                               | 2006-                                            | 2006-                                                                              |
| Kropp      | Solid, Amerikansk Lind ("Basswood") | Solid, Mahogny                                       | Solid, Mahogny                      | Solid, Amerikansk Lind ("Basswood")              | Solid, Amerikansk Lind ("Basswood")                                                |
| Hals       | Skruvad, Lönn                       | Limmad, Mahogny                                      | Limmad, Natoträ                     | Skruvad, Lönn                                    | Skruvad, Lönn                                                                      |
| Skallängd  | 628 mm (24,75")                     | 628 mm (24,75")                                      | 628 mm (24,75")                     | 648 mm (25,5")                                   | 648 mm (25,5")                                                                     |
| Greppbräda | Resinator wood                      | Resinator wood                                       | Resinator wood                      | Resinator wood                                   | Resinator wood                                                                     |
| Stall      | Hagström Full Contact Tremolo FCS-1 | Long Travel Tune-O-Matic med Hagstrom fast ändstycke | Hagström Full Contact Tremolo FCS-1 | Hagström Full Contact Tremolo FCS-1              | Hagström Full Contact Tremolo FCS-1                                                |
| Pickup     | 2x Hagström Custom 60 Humbuckers    | 2x Hagström Custom 60 Humbuckers                     | 2 x Hagström H90 single coil        | Hagstrom HS-1, HS-2, HS-3 single coil            | Hagstrom HS-1 (hals), HS-2 (center) Hagström Custom 58 Humbucker utan kåpa (stall) |
| Färger     | Black gloss Cream                   | Black gloss Cream                                    | Black gloss Cream                   | Black gloss 3-tone sunburst Italian Red Sky Blue | Black gloss 3-tone sunburst Italian Red Sky Blue                                   |

- F-20 är baserad på Hagström II med dubbla cutaways och spetsiga horn.
- F-200 är utvecklad ur F-20 och har fått limmad mahognyhals och mahognykropp men saknar svajstall.
- F-200P är utvecklad ur F-20 och har fått limmad natohals, mahognykropp och H90 pickuper av P-90-typ.
- F-300 och F-301 är utvecklad ur Hagström Scandi och Hagström III. F-300 har tre single coil-pickuper i strata konfiguration medan F-301 har en humbucker i stallpositionen.